# Can I Live
Can I Live è un singolo del cantautore statunitense Sisqó, pubblicato l'8 maggio 2001 come primo estratto dal suo secondo album in studio Return of Dragon.

## Tracce
CD Singolo
1. Can I Live (Stargate Radio Edit) – 4:07
2. Can I Live (Original Version Radio Edit) – 4:02
3. Can I Live (Original Explicit Version) – 4:04
4. Can I Live (Original Instrumental Version) – 4:02

## Classifiche
| Classifica (2002) | Posizione massima |
| ----------------- | ----------------- |
| Germania          | 87                |